# Generositet
Generositet eller Givmildhet är en personlig egenskap. Den generöse är frikostig i sitt givande till andra och ger utan förväntan om återgäldelse, och även om det innebär en personlig uppoffring.